# Edificio ex Gil

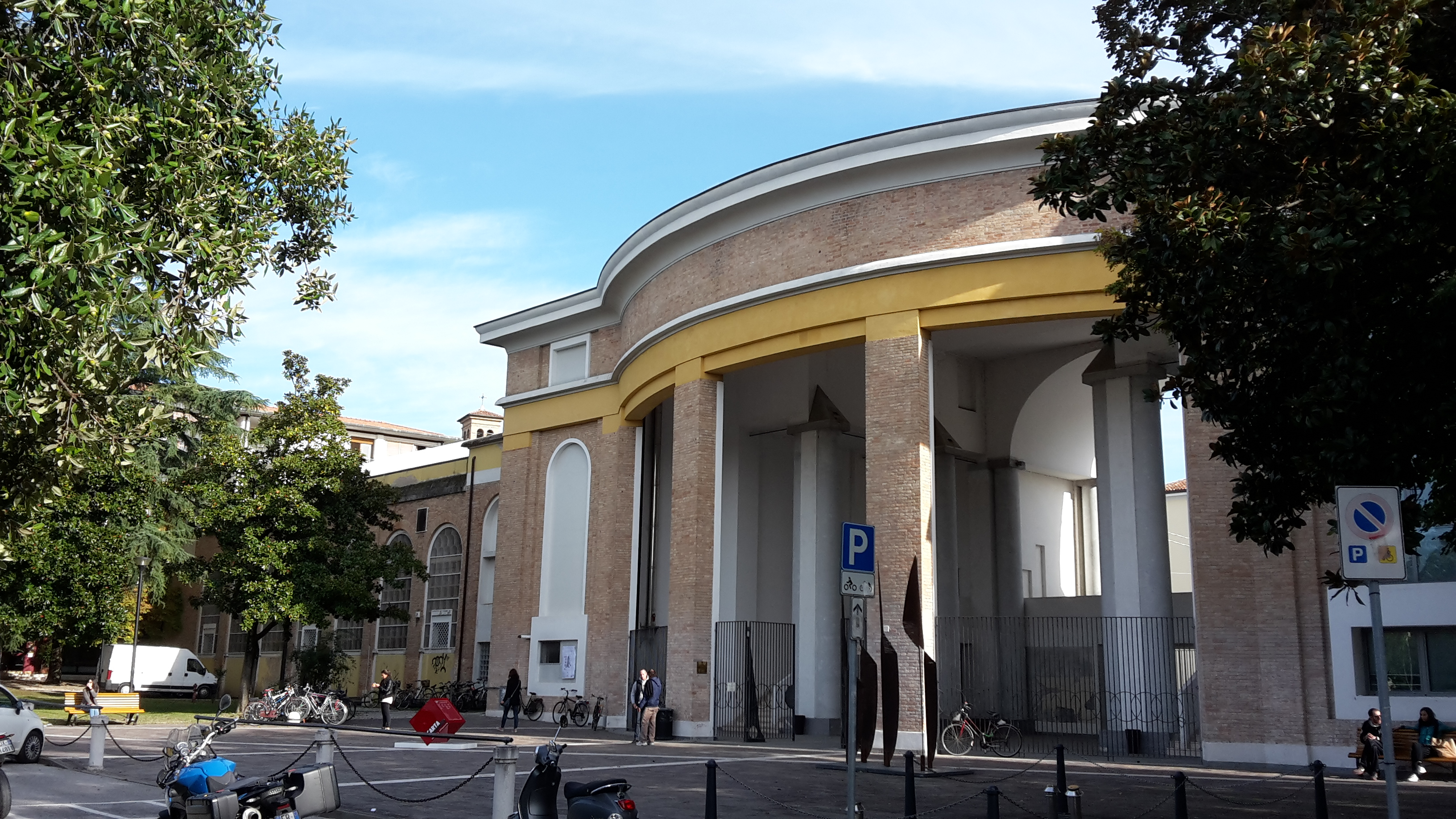
Veduta dell'edificio, oggi Biblioteca comunale "Città Giardino 'Andrea Zanzotto'"

L'Edificio ex Gil di Treviso è un'opera architettonica di epoca fascista adibita a sede della Biblioteca Comunale e dei suoi uffici. Si trova nel centro storico trevigiano, in prossimità del quartiere di Borgo Cavour. 

## Storia
La fabbrica, sorta sull'area dove esisteva un convento dei Canonici Lateranensi (rimasti in città fino al 1771), e tra il 1838 e il 1862 la raffineria di zuccheri Vittorelli, fu progettata nel 1930 dall'architetto Pietro Motta, originario di Mogliano Veneto, e completata nel 1933, anno in cui venne inaugurata con il nome di Casa del Balilla. Essa si compone di tre corpi: uno centrale, monumentale, caratterizzato dall'ampio pronao che stilisticamente richiama i grandi monumenti della classicità romana; due laterali, simmetrici, che ospitavano una palestra, un teatro, una biblioteca e numerosi altri ambienti atti alle attività dei giovani e a quelle degli uffici di regime. Nel 1937 l'edificio assunse la nuova denominazione di "Gil", acronimo di Gioventù italiana del littorio, organizzazione che aveva da poco assorbito l'Opera nazionale balilla. La struttura, caratterizzata da un accentuato razionalismo architettonico e da un'efficiente distribuzione degli ambienti interni (che, secondo le intenzioni, dovevano offrire tutti gli strumenti necessari all'educazione fisica e morale dei giovani), conobbe nel secondo dopoguerra una lunga fase di declino, che culminò negli anni ottanta in uno stato di degrado cui il comune di Treviso pensò di porre rimedio mediante un recupero che nuovamente donasse all'edificio un importante ruolo pubblico all'interno della città. Nel 1990 si concluse il restauro che sistemò parte dell'ala nord trasformandola in deposito librario della Biblioteca Comunale, prima tappa di un lavoro di risanamento che si concluse quindici anni dopo, nel 2005, con l'apertura al pubblico dell'intera ala sud, ospitante parte della biblioteca civica (ovvero la sede nota con il nome di "Città Giardino"). Dal 2016 la biblioteca è intitolata al poeta Andrea Zanzotto.